# Марк Валерій Мессала Потіт
Марк Валерій Мессала Потіт (70 — 17 роки до н. е.) — політичний діяч Римської республіки.

## Життєпис
Походив з патриціанського роду Валеріїв. Син Марка Валерія Мессала Руфа, консула 53 року до н. е. 
З 44 року до н. е. був членом колегії квіндецемвирів священодійства. Після цього у 42 році до н. е. займав посаду монетарія. У 32 році до н. е. Мессалу обрано міським претором. У 29 році до н. е. став консулом-суфектом. На цій посаді на честь в'їзду Октавіана до Риму влаштував святкування. З 25 до 23 року до н. е. Мессала був проконсулом у провінції Азія. З 19 до 18 року до н. е. призначався імператорським легатом у Сирії. У 17 році до н. е. брав участь у Секулярних іграх.

## Родина
- Маній Валерій Мессала Потіт, монетарій 5 року до н. е.
- Луцій Валерій Мессала Волез, консул 5 року н. е.